# Ramblers de Loyola
Pour les articles homonymes, voir Rambler (homonymie).

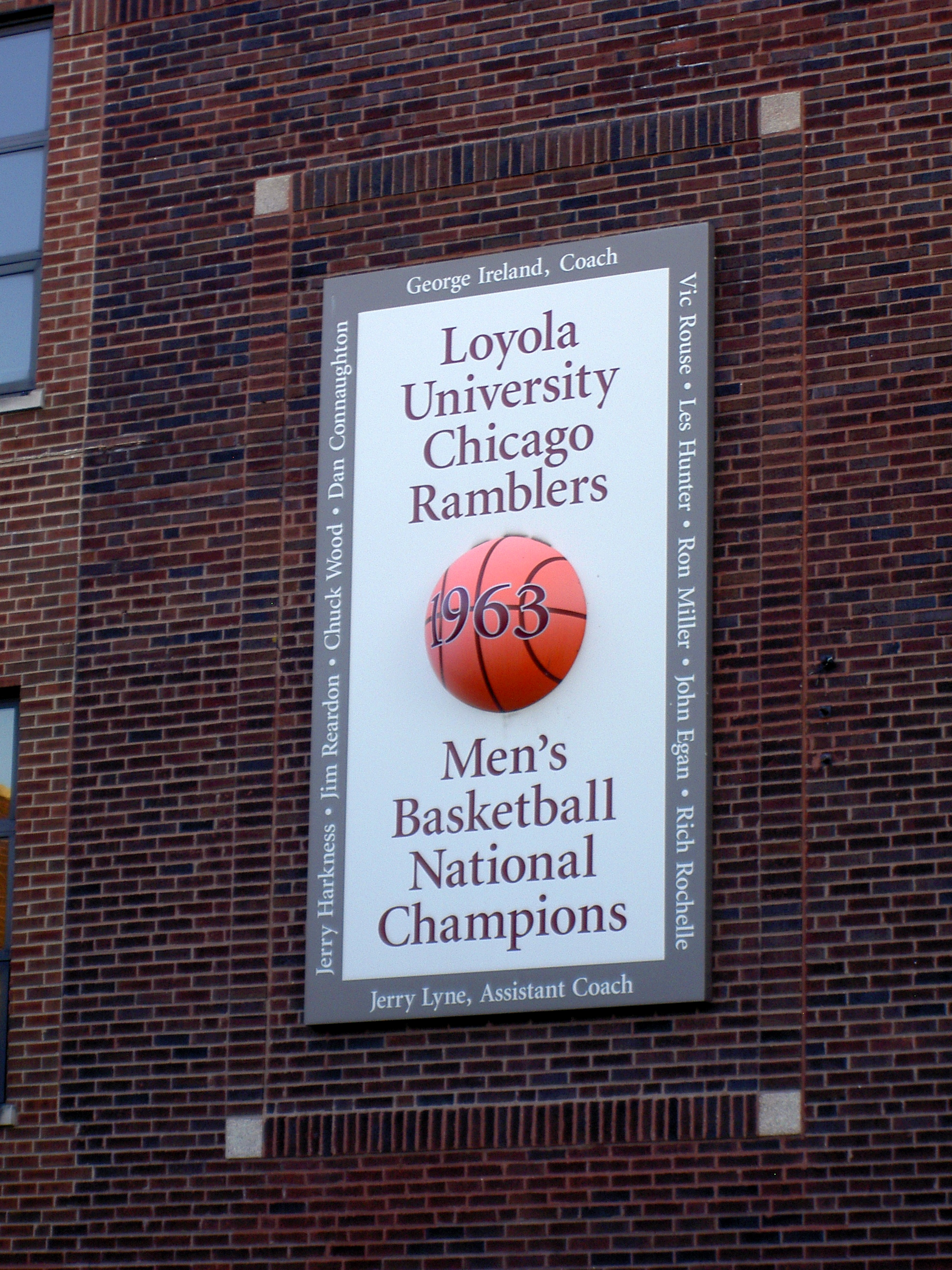
Plaque commémorative du titre national de 1963.

Les Ramblers de Loyola (en anglais : Loyola Ramblers) sont un club omnisports universitaire de l'université Loyola de Chicago.
En 1963, l'équipe masculine de basket-ball remporte le championnat national NCAA.

## Équipes
L'université Loyola de Chicago soutient sept équipe masculines et huit féminines participant au championnat NCAA :
Équipes masculines
- Athlétisme
- Athlétisme en salle
- Basket-ball
- Cross-country
- Golf
- Soccer
- Volley-ball

Équipes féminines
- Athlétisme
- Athlétisme en salle
- Basket-ball
- Cross-country
- Golf
- Soccer
- Softball
- Volley-ball

## Palmarès
- Championnat NCAA de basket-ball masculin :
  - Vainqueur : 1963
  - Final Four : 2018
- Championnat NCAA de volley-ball masculin :
  - Vainqueur : 2014 et 2015

## Joueurs célèbres

### Athlète
- Tom O'Hara coureur de demi-fond, champion NCAA de cross-country et demi-finaliste du 1 500 m des Jeux olympiques d'été de 1964 à Tokyo.

### Basketteurs
- Mike Novak entre 1939 et 1954 neuf saisons en NBL, une en BAA et deux en NBA.
- Jerry Harkness Champion NCAA 1963, une saison avec les Knicks de New York et deux avec les Pacers de l'Indiana.
- Les Hunter Champion NCAA 1963, une saison avec les Bullets de Baltimore, 6 saisons en ABA, 2 All-Star Game ABA.
- Wayne Sappleton une saison avec les Nets du New Jersey, neuf saisons en Italie et Horizon League Player of the Year en 1982
- Alfredrick Hughes un an avec les Spurs de San Antonio puis neuf ans en CBA, 3 fois Horizon League Player of the Year en 1983, 1984 et 1985.
- Yann Barbitch, joueur français qui porta notamment les couleurs d'Antibes.
- LaRue Martin, quatre ans avec les Trail Blazers de Portland.
- Blake Schilb, deux ans à Nymburk puis depuis 2009 à Élan sportif chalonnais.
- Milton Doyle, actuel joueur des Nets de Brooklyn.